# Cyperus carinatus
Cyperus carinatus är en halvgräsart som beskrevs av Robert Brown. Cyperus carinatus ingår i släktet papyrusar, och familjen halvgräs. Inga underarter finns listade i Catalogue of Life.